# Julia Neigel
Julia Neigel, detta Jule (Barnaul, 19 aprile 1966), è una cantante russa naturalizzata tedesca.

## Biografia

### Primi anni
Originaria della Siberia, Julia Neigel a 4 anni si è trasferita nella Germania Ovest con la famiglia. All'età di 14 ha scoperto la sua passione per la musica, rivolgendo inizialmente i suoi interessi verso quella classica. Dopo aver praticato per qualche anno pallamano a buoni livelli, nel 1982 ha tenuto il suo primo concerto, proponendo un repertorio in stile pop-rock, con influenze soul e R'n'B. A questa performance ne sono seguite molte altre.

### Carriera
Nel 1987 ha pubblicato l'album di debutto insieme alla formazione da lei fondata nel frattempo, la Jule Neigel Band, sulle ceneri del precedente gruppo The Stealers, cambiando il suo nome da Julia a Jule. Il disco ha venduto 200 000 copie in Germania, grazie alla hit Schatten an der Wand e all'intuizione del produttore Ralf Zang, che in precedenza aveva seguito con successo Chaka Khan.
Nei primi anni novanta ha collaborato con molti colleghi: Simon Phillips, Paco de Lucía, Helmut Zerlett, Udo Lindenberg e soprattutto Peter Maffay.
Nel 1992 ha preso parte per breve tempo alla serie tv  Familie Heinz Becker.
Nel 1998, a causa della presunta violazione dei diritti d'autore relativi a ben 66 delle sue canzoni, la cantante si è trovata coinvolta in una vicenda legale, a tutt'oggi non chiusa. Logorata dal protrarsi della causa, ha deciso di riprendere la sua carriera solo nel 2006, pubblicando il disco live Stimme mit Flügeln col suo vero nome Julia Neigel.
Ha quindi partecipato a diversi eventi musicali cantando accanto a Eros Ramazzotti, Rod Stewart, Elton John, Tina Turner, Ronan Keating, Rickie Lee Jones, Toto, Status Quo, Mousse T., Joe Cocker e al gruppo tedesco Illegal 2001. Nel 2010 si è esibita nell'ambito del Rock'n soul Tour con Edo Zanki. Nel 2011 è uscito il suo nuovo album, Neigelneu.

## Vita privata
Julia Neigel dal 2010 è sentimentalmente legata a Joerg, il chitarrista della band che attualmente l'accompagna nei tour.

## Discografia parziale

### Discografia con Jule Niegel Band

#### Album
- 1988 - Schatten an der Wand
- 1990 - Wilde Welt
- 1992 - Nur nach vorn
- 1993 - Das Beste
- 1994 - Herzlich Willkommen
- 1996 - Sphinx
- 1997 - Die besten Songs

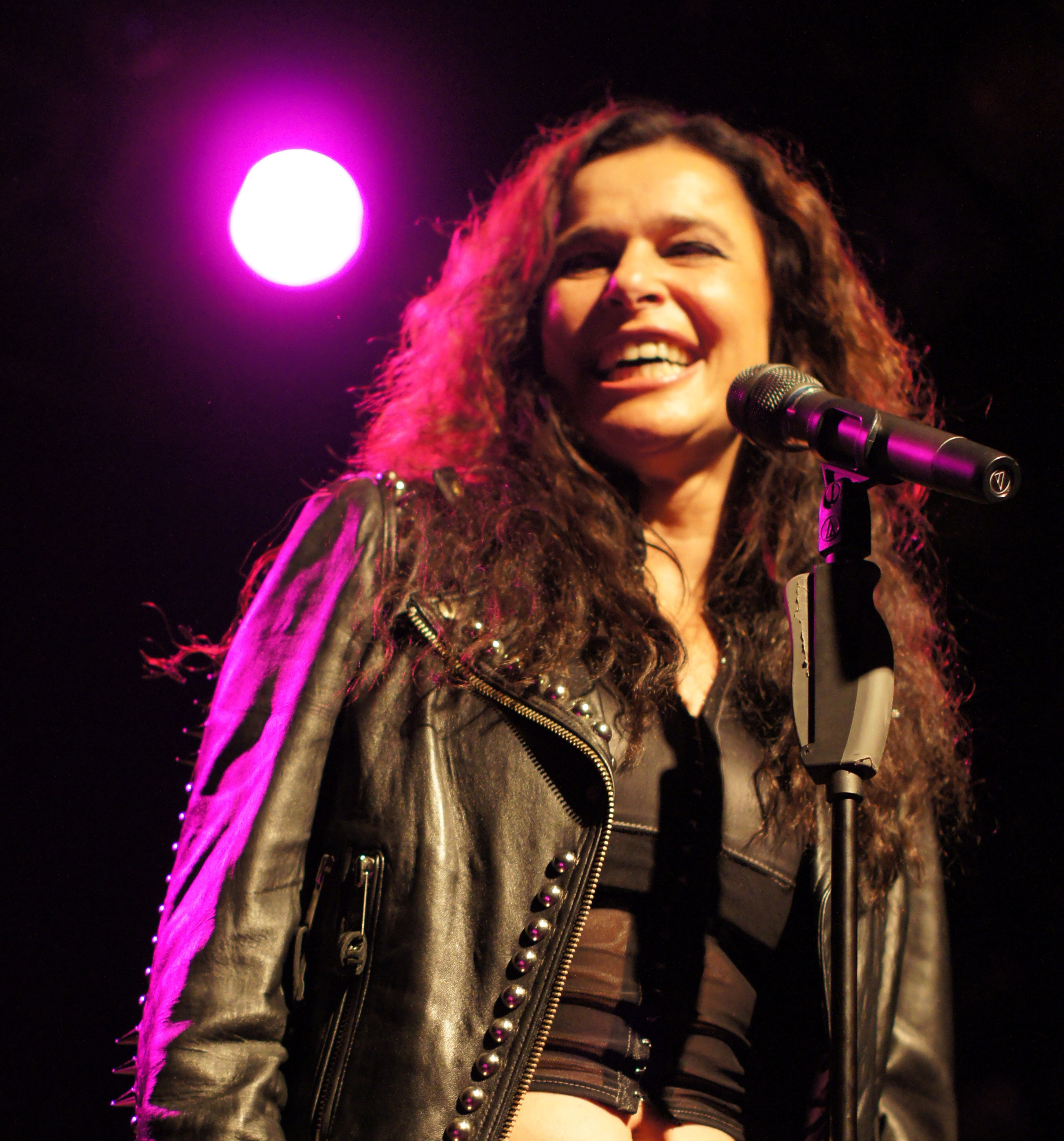
Julia Neigel in concerto nel 2011 a Bochum

- 1997 - Remaster Schatten an der Wand
- 1998 - Alles

### Discografia solista

#### Album in studio
- 2011 - Neigelneu
- 2023 - Ehrensache

#### Album dal vivo
- 2006 - Stimme mit Flügeln
- 2011 - Neigelneu Unplugged

## Filmografia parziale

### Televisione
- Familie Heinz Becker (1992), serie televisiva